# Elenctiek
Elenctiek is binnen het christendom een onderdeel van de praktische theologie dat zich bezighoudt met het overtuigen van mensen van andere geloven (of mensen zonder geloof) van de boodschap van het evangelie. Het doel hiervan is om hen te overtuigen van de christelijke boodschap, inclusief het besef van zonden, de noodzaak van vergeving en geloof in Jezus Christus als redder en Heer.
Johan Herman Bavinck legt uit dat:
De term "elenctisch" is afgeleid van het Griekse woord elengchein. Bij Homerus heeft het werkwoord de betekenis van "te schande brengen". Het is verbonden met het woord elengchos, dat 'schande' betekent. In het latere Attische Grieks veranderde de betekenis van de term enigszins, waardoor de nadruk meer kwam te liggen op de overtuiging van schuld, en het aantonen van de schuld. Het is deze laatste betekenis die het in het Nieuwe Testament heeft. De term heeft een volledig ethische en religieuze lading.
Een bekend voorbeeld van elenctische literatuur in de geschiedenis van het christendom is Summa Contra Gentiles van Thomas van Aquino.